# Classic Sud Ardèche
Classic Sud Ardèche (oficialmente: Faun Environnement-Classic de l'Ardèche Rhône Crussol) é uma competição ciclista de um dia francesa que se disputa principalmente no sul-oriente da França no departamento de Ardèche.
A corrida foi um evento nacional (corrida amador) desde a sua criação em 2001 até 2007, antes de fazer parte do UCI Europe Tour em 2008 como uma corrida de categoria 1.2 (última categoria do profissionalismo) para depois ascender em 2010 à categoria 1.1.
Desde sua criação até 2012 a corrida denominou-se Boucles du Sud Ardèche-Souvenir Francis Delpech.

## Palmarés
| Ano                                                              | Vencedor               | Segundo                     | Terceiro              |
| ---------------------------------------------------------------- | ---------------------- | --------------------------- | --------------------- |
| Boucles du Sud Ardèche-Souvenir Francis Delpech (edições amador) |                        |                             |                       |
| 2001                                                             | Thomas Bernabeu        | Philippe Gallo              | Christophe Igora      |
| 2002                                                             | Tom Colas              | Thomas Bernabeu             | Regis Decotte         |
| 2003                                                             | Hicham Menad           | Dimitar Dimitrov Gospodinov | Jean-François Laroche |
| 2004                                                             | Alexandr Sabalin       | Hubert Dupont               | Nicolas Dulac         |
| 2005                                                             | Fabien Fraissignes     | Jauhen Sobal                | Fabrice Billard       |
| 2006                                                             | Jean-Christophe Péraud | Ignatas Konovalovas         | Vasily Khatuntsev     |
| 2007                                                             | Evgeny Sokolov         | Rein Taaramäe               | Thomas Brigaud        |
| (edições profissionais)                                          |                        |                             |                       |
| 2008                                                             | Gatis Smukulis         | Anthony Ravard              | Jonas Aaen Jørgensen  |
| 2009                                                             | Freddy Bichot          | Nicolas Jalabert            | Yann Huguet           |
| 2010                                                             | Christophe Riblon      | Pierrick Fédrigo            | Cyril Gautier         |
| 2011                                                             | Arthur Vichot          | Thierry Hupond              | Cyril Gautier         |
| 2012                                                             | Rémi Pauriol           | Arthur Vichot               | Ion Izagirre          |
| Classic Sud Ardèche-Souvenir Francis Delpech                     |                        |                             |                       |
| 2013                                                             | Mathieu Drujon         | Rémi Pauriol                | Romain Bardet         |
| 2014                                                             | Florian Vachon         | Michał Gołaś                | Philippe Gilbert      |
| 2015                                                             | Eduardo Sepúlveda      | Julien Loubet               | Fabio Felline         |
| 2016                                                             | Petr Vakoč             | Julien Simon                | Olivier Pardini       |
| 2017                                                             | Mauro Finetto          | Mattia Cattaneo             | Francesco Gavazzi     |
| Faun Environnement-Classic de l'Ardèche Rhône Crussol            |                        |                             |                       |
| 2018                                                             | Romain Bardet          | Maximilian Schachmann       | Lilian Calmejane      |
| 2019                                                             | Lilian Calmejane       | Valentin Madouas            | Odd Christian Eiking  |
| 2020                                                             | Rémi Cavagna           | Tanel Kangert               | Guillaume Martin      |
| 2021                                                             | David Gaudu            | Clément Champoussin         | Hugh Carthy           |
| 2022                                                             | Brandon McNulty        | Mauri Vansevenant           | Sepp Kuss             |
| 2023                                                             | Julian Alaphilippe     | David Gaudu                 | Mattias Skjelmose     |
| 2024                                                             | Juan Ayuso             | Romain Grégoire             | Mattias Skjelmose     |
| 2025                                                             | Romain Grégoire        | Marco Brenner               | Lorenzo Fortunato     |

## Palmarés por países
Atualizado após edição de 2024
| País           | Vitórias |
| -------------- | -------- |
| França         | 15       |
| Argélia        | 1        |
| Argentina      | 1        |
| Moldávia       | 1        |
| Chéquia        | 1        |
| Itália         | 1        |
| Letônia        | 1        |
| Rússia         | 1        |
| Estados Unidos | 1        |
| Espanha        | 1        |